# Caralluma
Genre
Classification phylogénétique
Caralluma est un genre de plantes dicotylédones de la famille des Apocynaceae, sous-famille des Asclepiadoideae, originaire des régions tropicales de l'Ancien Monde, de l'Afrique occidentale à la Birmanie, qui comprend 78 espèces acceptées.
Le nom est la latinisation de l'arabe qahr al-luhum (plaie charnelle, abcès) pour l'odeur putride des fleurs[réf. nécessaire].
L'espèce-type de ce genre est Caralluma adscendens.

## Liste d'espèces
Selon The Plant List (22 mars 2019) :
- Caralluma adenensis (Deflers) A.Berger
- Caralluma adscendens (Roxb.) R.Br.
- Caralluma arabica N.E.Br.
- Caralluma arachnoidea (P.R.O.Bally) M.G.Gilbert
- Caralluma aucheriana (Decne.) N.E.Br.
- Caralluma australis Nel
- Caralluma awdeliana (Deflers) A.Berger
- Caralluma baradii Lavranos
- Caralluma bhupinderana Sarkaria
- Caralluma burchardii N.E.Br.
- Caralluma caudata N.E.Br.
- Caralluma chlorantha Schltr.
- Caralluma cicatricosa (Deflers) N.E.Br.
- Caralluma congestiflora P.R.O.Bally
- Caralluma crenulata Wall.
- Caralluma dalzielii N.E.Br.
- Caralluma darfurensis Plowes
- Caralluma dentata (Forssk.) Blatt.
- Caralluma dicapuae (Chiov.) Chiov.
- Caralluma diffusa (Wight) N.E.Br.
- Caralluma dolichocarpa Schwartz
- Caralluma edithiae N.E.Br.
- Caralluma edulis (Edgew.) Benth. ex Hook.f.
- Caralluma edwardsiae (M.Gilbert) M.G.Gilbert
- Caralluma europaea (Guss.) N.E.Br.
- Caralluma faucicola Bruyns
- Caralluma flava N.E.Br.
- Caralluma flavovirens L.E.Newton
- Caralluma foetida E.A.Bruce
- Caralluma furta P.R.O.Bally
- Caralluma geniculata (Gravely & Mayur.) Meve & Liede
- Caralluma gossweileri S.Moore
- Caralluma gracilipes K.Schum.
- Caralluma hahnii Nel
- Caralluma hexagona Lavranos
- Caralluma indica (Wight & Arn.) N.E.Br.
- Caralluma intermedia (N.E.Br.) Schltr.
- Caralluma joannis Maire
- Caralluma kalaharica Nel
- Caralluma lamellosa M.G.Gilbert & Thulin
- Caralluma lateritia N.E.Br.
- Caralluma lavranii Rauh & Wertel
- Caralluma longiflora M.G.Gilbert
- Caralluma mireillae Lavranos
- Caralluma mogadoxensis Chiov.
- Caralluma moniliformis P.R.O.Bally
- Caralluma montana R.A.Dyer & E.A.Bruce
- Caralluma mouretii A.Chev.
- Caralluma munbyana (Decne.) N.E.Br.
- Caralluma nilagiriana Kumari & Subba Rao
- Caralluma pauciflora (Wight) N.E.Br.
- Caralluma peckii P.R.O.Bally
- Caralluma penicillata (Deflers) N.E.Br.
- Caralluma peschii Nel
- Caralluma petraea Lavranos
- Caralluma pillansii N.E.Br.
- Caralluma plicatiloba Lavranos
- Caralluma priogonium K.Schum.
- Caralluma procumbens Gravely & Mayur.
- Caralluma quadrangula (Forssk.) N.E.Br.
- Caralluma retrospiciens (Ehrenb.) N.E.Br.
- Caralluma sarkariae Lavranos & R.M.I.Frandsen
- Caralluma sinaica (Decne.) A.Berger
- Caralluma socotrana (Balf.f.) N.E.Br.
- Caralluma solenophora Lavranos
- Caralluma somalica N.E.Br.
- Caralluma speciosa (N.E.Br.) N.E.Br.
- Caralluma staintonii H.Hara
- Caralluma stalagmifera C.E.C.Fisch.
- Caralluma subulata (Forssk.) Decne.
- Caralluma sudanica Bruyns
- Caralluma truncatocoronata (Sedgw.) Gravely & Mayur.
- Caralluma tuberculata N.E.Br.
- Caralluma turneri E.A.Bruce
- Caralluma umbellata Haw.
- Caralluma vaduliae Lavranos
- Caralluma vansonii Bremek. & Oberm.

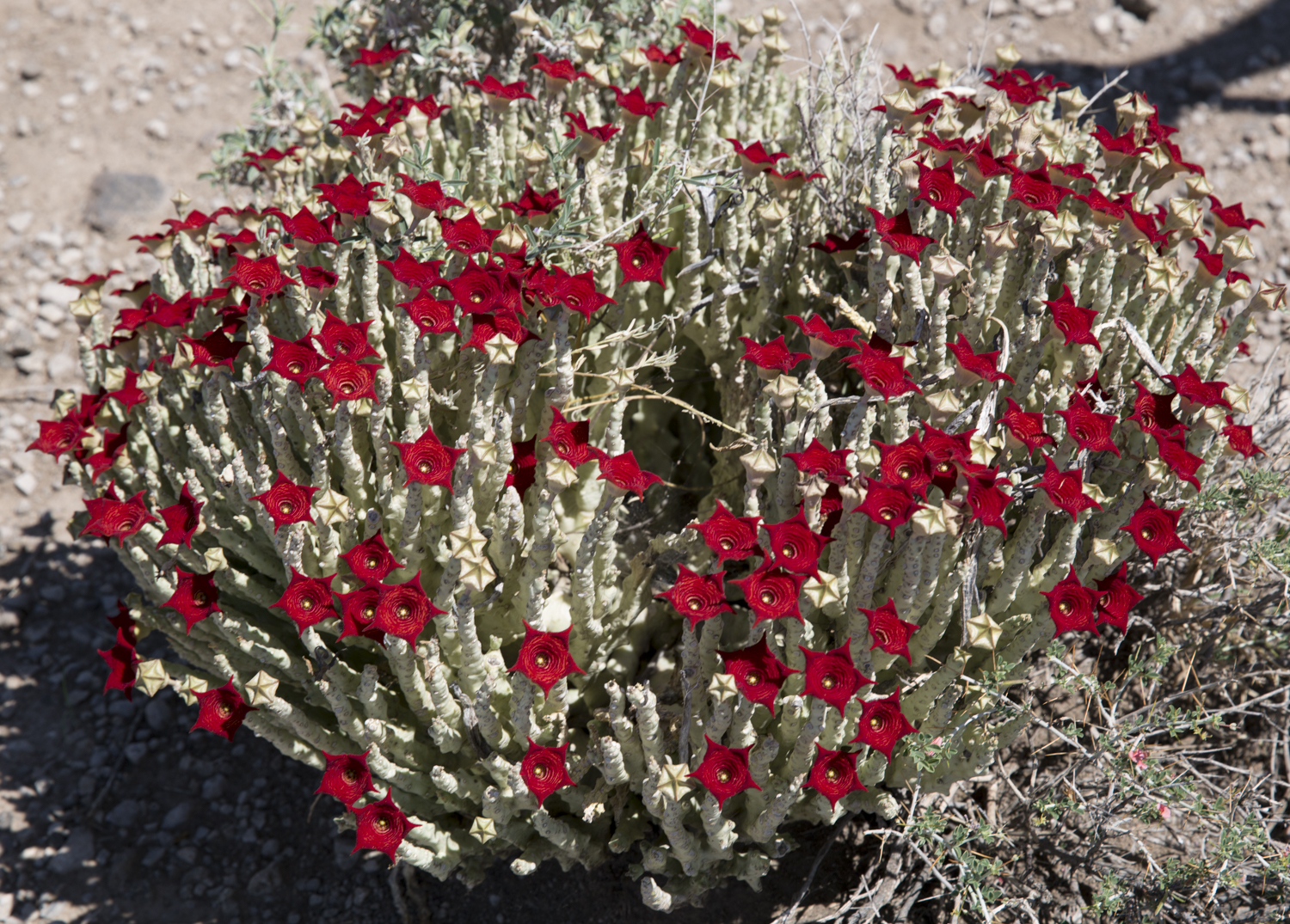
Caralluma socotrana, Kenya

- Caralluma wilhelmii Thulin